# Долината на звездите
Долината на звездите е природна забележителност на остров Кешм, Иран. Намира се в село Берке-йе Калаф в провинция Хормозган, разположена е на 5 км от южния бряг на острова.
Отличава се със серия от величествени проломи и каньони, образувани през вековете вследствие на ерозия – около 2 милиона години. Долината на звездите е известна като едно от мистериозните забележителности на Иран.
Местните наричат това място „Долината на падналата звезда“. Хората смятат, че една звезда е паднала от небето и е създала странни форми от пръст, камък и пясък. Те твърдят, че след падането на звездата и последвалият масивен удар, почвата се издига от земята и впоследствие се втвърдява, създавайки тези форми.
Намира се в парк Кешм Гео, който е единственият геопарк в Близкия Изток с естествена и историческа красота. Паркът е включен в Списъка на световното културно и природно наследство на ЮНЕСКО.